# Monodiscodes intermedius
Monodiscodes intermedius är en stekelart som först beskrevs av Mayr 1876.  Monodiscodes intermedius ingår i släktet Monodiscodes och familjen sköldlussteklar. Inga underarter finns listade i Catalogue of Life.